# Acaulon
Acaulon (deutsch Knospenmoos) ist eine Gattung von akrokarpen Laubmoosen aus der Familie Pottiaceae.

## Merkmale
Acaulon-Arten sind knospenförmige, nur wenige Millimeter große Pflanzen, die vereinzelt oder in Gruppen auf offener Erde wachsen. Die Stämmchen sind sehr kurz, bis 0,5 Millimeter lang, aufrecht und einfach. Die unteren Blätter sind sehr klein, die oberen (Perichätial-)Blätter sind eiförmig, hohl, kurz und breit gespitzt. Die Blattränder sind flach oder zurückgebogen, ganzrandig oder gezähnt. Die Blattrippe reicht bis vor die Blattspitze oder tritt als kleiner Stachel aus. Die Blattzellen sind rechteckig oder rhomboidisch bis quadratisch, die unteren länger, die oberen kürzer. Die kugelige Sporenkapsel auf der sehr kurzen Seta ist in die Blätter eingeschlossen und kleistokarp (ohne ausgebildeten Kapseldeckel).

## Arten
Weltweit gibt es etwa 15 Arten. In Deutschland, Österreich und der Schweiz sind die folgenden vertreten:
- Acaulon casasianum, in Mitteldeutschland[1]
- Acaulon muticum, Stumpfliches Knospenmoos
- Acaulon triquetrum, Dreikantiges Knospenmoos